# Gieorgij Fłorowski
Gieorgij Wasiljewicz Fłorowski (ros. Георгий Васильевич Флоровский, ang. Georges Florovsky; ur. 16 sierpnia?/28 sierpnia 1893 w Jelizawietgradzie, zm. 11 sierpnia 1979 w Princeton) – rosyjski teolog prawosławny, historyk, patrolog, działacz ekumeniczny. Od 1932 roku prawosławny kapłan. Jeden z najwybitniejszych teologów prawosławnych, twórca nowej świadomości eklezjologicznej Cerkwi prawosławnej.

## Życiorys
Rodzina Fłorowskich, z Odessy, gdzie mieszkali, wyemigrowała do Sofii w Bułgarii w 1920 roku, we czwórkę: Wasilij Fłorowski (1858–1928, duchowny, doktor teologii), jego małżonka Klaudia z domu Poprużenko (1863–1933, córka profesora seminarium w Odessie) i ich dwoje dzieci: córka Klaudia (1883–1965, nosząca imię na cześć matki), zwana Dusią (Duszyczką), oraz syn Gieorgij. Rodzice z Klaudią pozostali w Sofii, gdzie Wasilij Fłorowski zaczął służyć jako przeor w cerkwi prawosławnej. Gieorgij krótko pracował na stanowisku korektora w wydawnictwie, w 1921 roku wyjechał do Pragi, gdzie zaczęła się właśnie tzw. „akcja rosyjska” (Русская акция) prezydenta Masaryka. W 1922 roku do Sofii dotarł brat Gieorgija i Klaudii – Anton (1884–1968, historyk, w późniejszym czasie profesor Uniwersytetu im. Karola w Pradze), który nie znajdując pracy, też wyjechał do Czechosłowacji. Klaudia pozostała w Sofii aż do 1955 roku, kiedy to (już po śmierci rodziców) wróciła do Związku Radzieckiego, gdzie następnie pracowała do śmierci (1965) jako tłumaczka przy Patriarchacie Moskiewskim.
Jeszcze podczas nauki w gimnazjum klasycznym czytał mistrzów światowej filozofii i literatury, w tym rosyjskich autorów. Jako szesnastoletni młodzieniec opublikował swój pierwszy tekst – recenzję pracy zbiorowej poświęconej historiografii słowianoznawstwa. Studiował historię, filologię, filozofię i nauki ścisłe w Odessie, gdzie jego profesorem był między innymi pozytywista Nikołaj Lange [1858–1921], ostatni uczeń Wilhelma Wundta. To pod wpływem Langego Fłorowski przez całe życie będzie miał negatywny stosunek do metafizyki spekulatywnej, której najwybitniejszy przykład upatrywał w sofiologii Sołowjowa, a następnie także Fłorienskiego i Bułgakowa.  W 1936 roku podpisał sporządzony przez o. Siergieja Czetwerikowa dokument – tzw. szczególną opinię (особое мнение), w którym zostało stwierdzone, że nauka o Sofii zawiera poglądy niebezpieczne, wręcz heretyckie, niezgodne z Pismem Świętem i tradycją ojców Kościoła.
Wykładał filozofię prawa w Pradze (1922–1926). W 1926 objął katedrę patrologii w Instytucie Teologicznym św. Sergiusza w Paryżu (dzięki zaproszeniu o. Siergieja Bułgakowa). W 1932 przyjął święcenia kapłańskie. Uczestniczył w pierwszym kongresie teologów prawosławnych w Atenach (1936). Brał czynny udział w tworzeniu Ekumenicznej Rady Kościołów. W 1948 objął w Nowym Jorku katedrę dogmatyki i teologii prawosławnej w seminarium św. Włodzimierza. Wykładał historię i teologię prawosławia na Uniwersytecie Columbia (1950–1955) i na Uniwersytecie Bostońskim (1954–1955). Założył w 1952 pismo Saint Vladimir’s Seminary Quarterly. W 1956 został profesorem historii Kościoła Wschodniego na Uniwersytecie w Cambridge, a w 1964 profesorem slawistyki na Uniwersytecie w Princeton. Był twórcą teologicznego uzasadnienia obecności prawosławia w ruchu ekumenicznym. Za podstawowe zadanie teologii prawosławnej uważał powrót do źródeł patrystycznych. Dążył do stworzenia syntezy neopatrystycznej jako największego wkładu prawosławia do dialogu ekumenicznego. Jego główne dzieła to: Wostocznyje Otcy IV wieku (1931), Wizantijskije Otcy V–VIII wieka (1933).

## Publikacje
- Eastern Fathers of the Fourth Century, Paris, 1931
- The Ways of Russian Theology
- The Catholicity of the Church
- The Lost Scriptural Mind
- On Church and Tradition: An Eastern Orthodox View
- St. John Chrysostom. The Prophet of Charity
- The Ascetic Ideal and the New Testament. Reflections on the Critique of the Theology of the Reformation
- The Limits of the Church, "Church Quarterly Review" 1933
- St Gregory Palamas and the Tradition of the Fathers, 1961
- Revelation and Interpretation
- Scripture and Tradition: an Orthodox View
- The Work of the Holy Spirit in Revelation
- Holy Icons
- Collected works, 1972–1979 (t. 1–5) 1987–1989 (t. 6–14)
- Collected Works. Volume 1: Bible, Church, Tradition
- Collected Works. Volume 2: Christianity and Culture excerpts
- Collected Works. Volume 3: Creation and Redemption
- Collected Works. Volume 4: Aspects of Church History excerpts
- Collected Works. Volume 5: Ways of Russian Theology, Part I
- Collected Works. Volume 6: Ways of Russian Theology, Part II
- Collected Works. Volume 7: Eastern Fathers of the Fourth Century
- Collected Works. Volume 8: Byzantine Fathers of the Fifth Century
- Collected Works. Volume 9: Byzantine Fathers of the Sixth to Eight Centuries
- Collected Works. Volume 10: Byzantine Ascetic and Spiritual Fathers
- Collected Works. Volume 11: Theology and Literature
- Collected Works. Volume 12: Philosophy
- Collected Works. Volume 13: Ecumenism I: A Doctrinal Approach
- Collected Works. Volume 14: Ecumenism II: An Historical Approach